# Greene County (Iowa)
Das Greene County ist ein County im US-Bundesstaat Iowa. Das U.S. Census Bureau hat bei der Volkszählung 2020 eine Einwohnerzahl von 8771 ermittelt. Der Verwaltungssitz (County Seat) ist Jefferson.

## Geographie
Das County liegt westlich des geografischen Zentrums von Iowa und wird vom Racoon River durchflossen. Es hat eine Fläche von 1.479 Quadratkilometern, wovon sieben Quadratkilometer Wasserfläche sind. An das Greene County grenzen folgende Countys:
| Calhoun County |                | Webster County |
| Carroll County |                | Boone County   |
|                | Guthrie County | Dallas County  |

## Geschichte

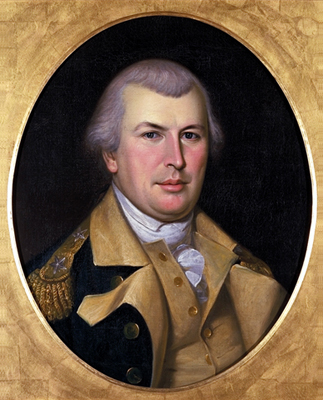
Greene

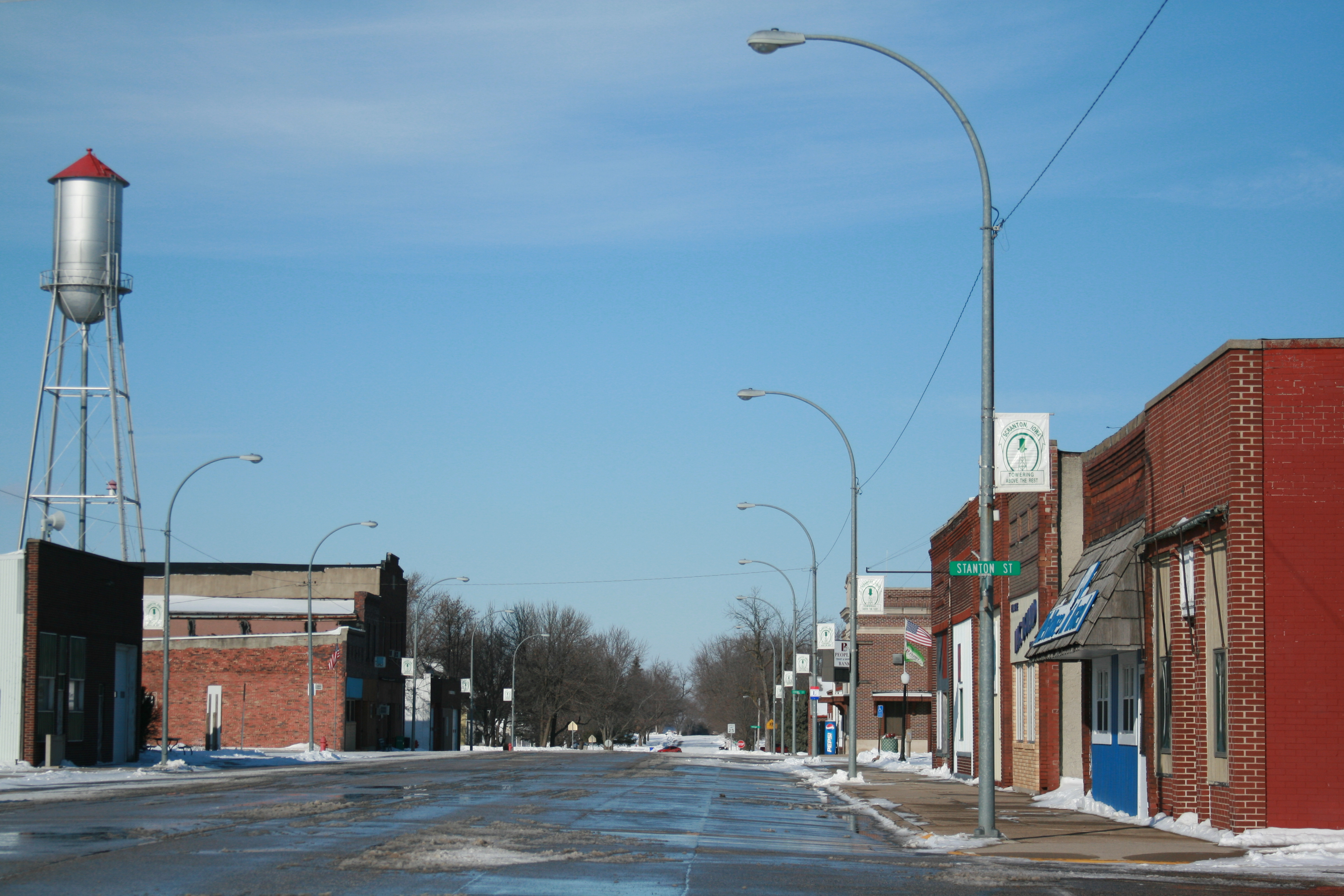
Main Street in Scranton

Das Greene County wurde am 15. Januar 1851 aus ehemaligen Teilen des Dallas County gebildet und ab 1854 selbst verwaltet. Benannt wurde es nach General Nathanael Greene (1742–1786), einem General der Kontinentalarmee im Unabhängigkeitskrieg.
Der erste Siedler war 1849 Truman Davis. Er siedelte am Racoon River an.

Das erste Gerichtsgebäude, noch aus Holz, wurde 1856 erbaut. Vorher hielt man Gericht in einem Blockhaus im Südosten von Jefferson. Das zweite Gerichtsgebäude, aus rotem Backstein, wurde 1870 erbaut. Das heute noch benutzte Gebäude wurde 1917 erbaut und wurde 1979 in das Nationale Verzeichnis historischer Stätten aufgenommen.
 Insgesamt sind 17 Stätten und Bauwerke des Countys im National Register of Historic Places eingetragen.

## Demografische Daten
Nach der Volkszählung im Jahr 2010 lebten im Greene County 9336 Menschen in 4311 Haushalten. Die Bevölkerungsdichte betrug 6,3 Einwohner pro Quadratkilometer.
Ethnisch betrachtet setzte sich die Bevölkerung zusammen aus 97,6 Prozent Weißen, 0,3 Prozent Afroamerikanern, 0,3 Prozent amerikanischen Ureinwohnern, 0,3 Prozent Asiaten sowie aus anderen ethnischen Gruppen; 0,7 Prozent stammten von zwei oder mehr Ethnien ab. Unabhängig von der ethnischen Zugehörigkeit waren 1,8 Prozent der Bevölkerung spanischer oder lateinamerikanischer Abstammung.
In den 4311 Haushalten lebten statistisch je 2,18 Personen.
23,1 Prozent der Bevölkerung waren unter 18 Jahre alt, 56,0 Prozent waren zwischen 18 und 64 und 20,9 Prozent waren 65 Jahre oder älter. 50,6 Prozent der Bevölkerung war weiblich.

Das jährliche Durchschnittseinkommen eines Haushalts lag bei 44.476 USD. Das Prokopfeinkommen betrug 23.727 USD. 11,3 Prozent der Einwohner lebten unterhalb der Armutsgrenze

## Orte im Greene County
Citys
| - Churdan - Dana - Grand Junction - Jefferson | - Paton - Ralston1 - Rippey - Scranton |

Unincorporated Communitys
- Adaza
- Cooper
- Farlin

1 – teilweise im Carroll County

## Gliederung
Das Greene County ist in 15 Townships eingeteilt:
| - Bristol Township - Cedar Township - Dawson Township - Franklin Township - Grant Township | - Greenbrier Township - Hardin Township - Highland Township - Jackson Township - Junction Township | - Kendrick Township - Paton Township - Scranton Township - Washington Township - Willow Township |

Die Stadt Jefferson gehört keiner Township an.